# ハミッシュ・ゲイマン
ハミッシュ・ゲイマン（英語: Hamish Gaman, 1983年4月20日 - ）は、イギリス出身の男性フィギュアスケート選手（ペア）。パートナーはエミリー・ヘイワード、ケイトリン・ヤンコウスカス、ヴァネッサ・ジェームスなど。

## 経歴
15歳でスケートを始めた。2007年にカナダ出身のヴァネッサ・ジェームスとペアを結成するも2008年の1月に解散。ジェームスとのペア解散後4年間はスケートをしていなかった。
2013年5月、アメリカ出身のケイトリン・ヤンコウスカスと新たにペアを結成し、ジョニー・ジョンズとマリナ・ズエワから指導を受けた。2014年2月にはボストンに練習拠点を移し、ボビー・マーティンとキャリー・ウォールに師事した。さらに7月にはカナダのモントリオールに練習拠点を移し、新たにリチャード・ゴーチエとブルーノ・マルコットにコーチを変更した。
2015年9月10日、資金難による引退を発表した。しかし、2016-2017シーズンより、女子シングルから転向したエミリー・ヘイワードと新たにペアを結成した。

## 主な戦績
- 2003-2004シーズンまではレベッカ・コレットとのペア
- 2013-2014シーズンからはケイトリン・ヤンコウスカスとのペア

| 大会/年              | 2003-04 | 2013-14 | 2014-15 |
| -------------------- | ------- | ------- | ------- |
| 欧州選手権           |         |         | 9       |
| イギリス選手権       | 1 J     | 3       | 1       |
| CSゴールデンスピン   |         |         | 4       |
| CSオータムクラシック |         |         | 8       |
| チャレンジカップ     |         |         | 2       |
| アイスチャレンジ     |         | 5       |         |
| 世界Jr.選手権        | 14      |         |         |
| JGPグダニスク杯      | 11      |         |         |
| トリグラフ杯         | 5 J     |         |         |

### 詳細
| 2014-2015 シーズン     |                                                                      |         |          |          |
| 開催日                 | 大会名                                                               | SP      | FS       | 結果     |
| 2015年2月19日 - 22日   | 2015年チャレンジカップ（ハーグ）                                     | 2 45.69 | 2 84.24  | 2 129.93 |
| 2015年1月26日 - 2月1日 | 2015年ヨーロッパフィギュアスケート選手権（ストックホルム）           | 7 49.29 | 14 74.13 | 9 123.42 |
| 2014年12月4日 - 7日    | ISUチャレンジャーシリーズ ゴールデンスピン（ザグレブ）               | 4 49.10 | 5 85.08  | 4 134.18 |
| 2014年11月26日 - 30日  | イギリスフィギュアスケート選手権（シェフィールド）                   | 1 46.76 | 1 84.24  | 1 131.00 |
| 2014年10月14日 - 17日  | ISUチャレンジャーシリーズ スケートカナダオータムクラシック（バリー） | 7 46.08 | 8 73.63  | 8 119.71 |

| 2013-2014 シーズン    |                                                    |         |         |          |
| 開催日                | 大会名                                             | SP      | FS      | 結果     |
| 2013年11月26日 - 30日 | イギリスフィギュアスケート選手権（シェフィールド） | 3 44.56 | 2 85.71 | 3 130.27 |
| 2013年11月19日 - 24日 | 2013年アイスチャレンジ（グラーツ）                 | 6 44.22 | 5 81.50 | 5 125.72 |

## プログラム使用曲
| シーズン  | SP                                                                                     | FS                                             |
| --------- | -------------------------------------------------------------------------------------- | ---------------------------------------------- |
| 2014-2015 | All I Ask of You ミュージカル『オペラ座の怪人』より 作曲：アンドルー・ロイド・ウェバー | ピアノ協奏曲第2番 作曲：セルゲイ・ラフマニノフ |